# The Shelton Brothers
Die Shelton Brothers waren ein US-amerikanisches Country- und Old-Time-Duo, das während der 1930er-Jahre eine der populärsten Hillbilly-Duos war.

## Leben

### Kindheit und Jugend
Geboren als Bob Attlesey (* 4. Juli 1909) und Joe Attlesey (* 27. Januar 1911) in Riley Springs, Texas, begannen die beiden Brüder früh Instrumente zu lernen. Während der 1920er-Jahre, den Anfangsjahren des Country, hörten sie Peg Moreland und Jimmie Rodgers, der ab 1928 große Erfolge verzeichnete. Zusammen begannen Bob und Joe als Duo aufzutreten und zogen erst nach Longview, dann nach Tyler.

### Karriere
In Tyler hatten die beiden Brüder in Leon Chappelear einen musikalischen Partner gefunden und nahmen zusammen mit ihm am 4. und 5. August 1933 in Chicago für RCA Victors Sublabel Bluebird Records als Lone Star Cowboys ihre ersten sieben Stücke auf. Der Deep Elm Blues ist wohl der bekannteste Song aus dieser Zeit. Das Traditional sollten sie später noch weitere Male aufnehmen und entwickelte sich im Laufe ihrer Karriere zu einer Art „Erkennungsmelodie“.  Zudem begleitete das Trio Jimmie Davis bei verschiedenen RCA-Sessions. Nach einem Umzug nach New Orleans wurden sie von dem neuen Label Decca Records unter Vertrag genommen. Decca schlug jedoch vor, einen kommerzielleren Namen zu nutzen; daher nannte sich das Bruderduo in The Shelton Brothers um; es war der Geburtsname ihrer Mutter. In New Orleans fanden sie außerdem bei verschiedenen Radiosendern Arbeit, was ihre Bekanntheit positiv beeinflusste.
Bei Decca erlebten die Brüder ihre erfolgreichste Phase. Während der 1930er-Jahre waren Bruderbands sehr beliebt und die Shelton Brothers avancierten neben den Carlisle Brothers (Bill und Cliff), den Monroe Brothers und den Blue Sky Boys zu einer der erfolgreichsten Gruppen der Country-Musik. Einige ihrer Songs waren I’m Sitting On Top Of The World, Match Box Blues und Just Because, das später auch von Elvis Presley gecovert wurde. Insgesamt spielten die beiden 150 Titel für Decca ein. Bei ihren späteren Aufnahmen wurden sie von ihrem jüngeren Brude Merle, Curley Fox und Gene Sullivan unterstützt. Neben ihrer Tätigkeit als Studio- und Radiomusiker unternahmen die Shelton Brothers ebenfalls ausgedehnte Tourneen durch die USA.
Während der 1940er-Jahre ließen ihre Verkaufszahlen nach, im Radio blieben sie aber weiterhin gefragte Gäste und hielten dadurch ihren Erfolg aufrecht. Das WFAA Saturday Night Shindig gab den Shelton Brothers Gelegenheit für Auftritte vor Publikum. 1946 bestand die Gruppe neben Joe, Merle und Bob Shelton aus Preacher Harkness, Joe Molina und Bernie Harkness. Ein Jahr später unterschrieben die Brüder einen Vertrag bei King Records, jedoch konnte keine ihrer Singles an die früheren Erfolge anknüpfen. Ende der 1940er-Jahre brachen die Shelton Brothers auseinander. Bob und Joe traten für einige Jahre fortan zusammen im Louisiana Hayride auf. Bob Shelton trat während der 1950er-Jahre in verschiedenen texanischen Barn Dance Shows auf (Red River Jamboree und East Texas Hillbilly Jamboree).
Joe starb 1980, sein Bruder Bob folgte 1983 und auch Merle Shelton verstarb kurze Zeit später.
Auch wenn die Shelton Brothers in der zweiten Hälfte der 1930er-Jahre eine der erfolgreichsten Hillbillybands waren, wurden sie später vergessen. Ihre Aufnahmen sind heute nur noch schwer zu finden, da es kaum CD-Zusammenstellungen der beiden Brüder gibt.

## Diskografie
| Jahr                    | Titel | Anmerkungen                                         |
| ----------------------- | --- | --------------------------------------------------- |
| RCA Victor              | |                                                     |
| 1933                    | Deep Elm Blues / Hang Out The Front Door Key                                                                     | als Lone Star Cowboys                               |
| 1933                    | Will There Be Any Cowboys in Heaven? / Wonderful Child                                                           | als Lone Star Cowboys                               |
| 1933                    | Crawdad Song / Just Because                                                                                      | als Lone Star Cowboys                               |
| 193?                    | Who Wouldn’t Be Lonely / ?                                                                                       | als Lone Star Cowboys; veröffentlicht bei Bluebird  |
| Decca Records           | |                                                     |
| 1935                    | Beautiful Louisiana / Neath The Maple In The Lane                                                                |                                                     |
| 1935                    | Deep Elm Blues / Hang Out The Front Door Key                                                                     |                                                     |
| 1935                    | Just Because / Who Wouldn’t Be Lonely                                                                            |                                                     |
| 1935                    | Message From Home Sweet Home / Will There Be Cowboys Up In Heaven?                                               |                                                     |
| 1935                    | Nothin’ / Johnson’s Old Grey Mule                                                                                |                                                     |
| 1936                    | Answer To Just Because / That’s A Habit I Never Had                                                              |                                                     |
| 1936                    | New John Henry Blues / Ridin’ On A Humback Mule                                                                  |                                                     |
| 1936                    | Match Box Blues / At The Shelby County Fair                                                                      |                                                     |
|                         | Eleven Miles From Leavenworth / Budded Roses                                                                     |                                                     |
|                         | I’m Sittin’ On Top Of The World / Four Or Five Times                                                             |                                                     |
|                         | Deep Elm Blues #2 / Daddy Don’t Let No Low Down Hangin’ Round                                                    |                                                     |
|                         | When It’s Nigh Time In Nevada / The Black Sheep                                                                  |                                                     |
|                         | Lover’s Farewell / Sweet Evalina                                                                                 |                                                     |
|                         | New Trouble In Mind / Dollar Down Dollar A Week                                                                  |                                                     |
|                         | Alone With My Sorrows / Story of Seven Roses                                                                     |                                                     |
|                         | Just Because No.3 / Giving Everything Away                                                                       |                                                     |
|                         | She Was Happy Til She Met / A Prisoner’s Dream                                                                   |                                                     |
|                         | Goodness Gracious Gracie / Nobody But My Baby                                                                    |                                                     |
|                         | Cinda Lou / I’m Here To Get My Baby Out of Jail                                                                  |                                                     |
| 1937                    | Deep Elm Blues #3 / Go Long Mule                                                                                 |                                                     |
|                         | Answer To Blue Eyes / Someone To Love When You’re Gone                                                           |                                                     |
|                         | Uncle Eph’s Got The Coon / New Cindy Lou                                                                         |                                                     |
|                         | That Golden Dream / Answer To Prisoner’s Dream                                                                   |                                                     |
|                         | I’m Gonna Fix Your Wagon / Way Down In Georgia                                                                   |                                                     |
|                         | Blue Kimono Blues / My Gal Is Mean                                                                               |                                                     |
|                         | Aura Lee |                                                     |
| 1938                    | I Told Them All About You / Seven Years With The Wrong Woman                                                     |                                                     |
| 1938                    | By The Stump Of The Old Pine Tree / Eight More Miles To Go                                                       |                                                     |
| 1938                    | When You Think A Lot About Somebody / Jealous                                                                    |                                                     |
| 1938                    | As Long As I Have You / Who Calls You Sweet Mama Now?                                                            |                                                     |
| 1938                    | Down On The Farm / Aura Lee                                                                                      |                                                     |
|                         | I’m Gonna Let The Bee Be / Take Me Back To Renfro Valley                                                         |                                                     |
|                         | You’re Standing Outside / No Fooling                                                                             |                                                     |
|                         | The Old Mill’s Tumbling Down / Far Over The Hill                                                                 |                                                     |
|                         | Let A Smile Be Your Umbrella / Lost Woman (Hy Heath)                                                             |                                                     |
|                         | You Can’t Put That Monkey Down / Thankful & Thankful                                                             |                                                     |
|                         | Wednesday Night Waltz / Lita                                                                                     | B-Seite von Maude Stevenson                         |
| 1939                    | She’s Somebody’s Darling / On The Hoot-Owl Trail                                                                 |                                                     |
|                         | Someday Baby / My Girlfriend Don’t Like Me                                                                       |                                                     |
|                         | Meet Me Somewhere In Your Dreams / Knot Hole Blues                                                               |                                                     |
|                         | Ace In The Hole / I’m Saving Saturday Night                                                                      |                                                     |
|                         | You Can’t Put That Monkey On / Just Because You’re In Deep                                                       |                                                     |
|                         | I Just Don’t Care Anymore / Mandy                                                                                |                                                     |
|                         | That’s No Way To Treat The / She Gave It All Away                                                                |                                                     |
|                         | You Can’t Do That To Me / How Times Have Changed                                                                 |                                                     |
|                         | Pretty Little Girl With The Smile / She’s My Gal                                                                 |                                                     |
|                         | Bye Bye Baby / That’s Why I’m Jealous                                                                            |                                                     |
|                         | On Mexico’s Beautiful Shore / You Gotta Quit Cheatin’ On Me                                                      |                                                     |
|                         | Hallelujah I’m Free Again / Those Dusty Roads                                                                    |                                                     |
|                         | You Can’t Fool A Fool All The Time / My Sweet Darling Wife                                                       |                                                     |
|                         | My Grandfather’s Clock / Dig Me A Grave In Missouri                                                              |                                                     |
|                         | Lay Your Hand In Mine / Parking Meter Blues                                                                      |                                                     |
|                         | Shouting In The Amen Corne / No Matter What They Say                                                             |                                                     |
|                         | I Have My Bed / You Can’t Get Love                                                                               |                                                     |
|                         | If You Don’t Like My Peaches / Don’t Take My Darling Away                                                        |                                                     |
|                         | I Wish It Wasn’t So / Don’t Leave Me All Alone                                                                   |                                                     |
|                         | Old Age Pension Blues / It Ain’t No Use To Worry Anymore                                                         |                                                     |
|                         | You Can’t Get Me Back / There’s Always Gonna Be The Maple                                                        |                                                     |
|                         | Coo See Coo / I’m A Handy Man To Have Around                                                                     |                                                     |
|                         | I’ll Be Seeing You In Dallas / Doggone Crazy Blues                                                               |                                                     |
|                         | Somebody Stole My Little Darling / Tell Me With Your Blue Eyes                                                   |                                                     |
|                         | It’s Hard To Love and Not To Be Loved / It’s A Weary World Without My Blue Eyes                                  |                                                     |
|                         | What’s The Matter With Deep Elm / Henpecked Husband Blues                                                        |                                                     |
|                         | Ida Red / South                                                                                                  |                                                     |
|                         | Who’s Gonna Cut My Baby’s Kindlin’ / Rompin’ and Stompin’ Round                                                  |                                                     |
|                         | Old Fashioned Locked / Love Me Easy                                                                              |                                                     |
|                         | I Just Can’t Go On / Sitting On Your Doorstep                                                                    |                                                     |
|                         | Weary / I’ll Never Get Drunk Anymore                                                                             |                                                     |
|                         | I’m Driftin’ and Shiftin’ My Gears / When It Rains It Really Pours                                               |                                                     |
|                         | I Just Dropped In To Say Goodnight / Choo Choo Blues                                                             |                                                     |
| 1939                    | Beautiful Brown Eyes / Sittin’ On Top Of The World                                                               |                                                     |
| King Records            | |                                                     |
| 1947                    | Johnson’ Old Grey Mule / It’s No Use                                                                             |                                                     |
| 1947                    | Deep Elm Boogie Woogie Blues / I Don’t Want You                                                                  |                                                     |
| 194?                    | If I Ever Cry Again / Oh Monah                                                                                   |                                                     |
| Unveröffentlichte Titel | |                                                     |
|                         | - All Night Long - The Pig Got Up and Slowly Walked Away - If You Want Me You Got To Run Me Down - Silver Dollar | Decca Records (nicht veröffentlicht oder abgelehnt) |